# Тони (награда)
 Тази статия е за наградата Тони.  За други значения вижте Тони (пояснение).  
Театралните отличия „Антоанет Пери“ (на английски: Antoinette Perry Award for Excellence in Theatre) в САЩ, по-известни като Награди „Тони“ (на английски: Tony Award), се присъждат за принос към театралното изкуство на Бродуей.
Отличията се връчват на ежегодна церемония в Ню Йорк и се смятат за най-високо признание в областта на театралното изкуство, подобно на наградите на Филмовата академия в областта на киното и на наградите „Еми“ в сферата на телевизията.

## История
Първата церемония по връчване на „Тони“ се състои през април 1947 г. – година след смъртта на американската актриса Мери Антоанет Пери, на която е наречено отличието.
Наградените при първите 2 церемонии получават диплом и предметни подаръци като златна щипка за банкноти или запалка за мъжете и сребърна кутийка с огледалце или златна гривна за жените.
От 1949 г. наградите се сдобиват с отличителна статуетка във формата на голям медальон, изобразяващ театралните маски на комедията и трагедията. По-късно статуетката е прикрепена към поставка, а върху всяка награда се отбелязва името на носителя ѝ. От 1967 г. насам церемонията по връчването на наградите се предава пряко по телевизията, като в нея са включени музикални изпълнения от номинираните постановки.

## Номинации и гласуване
Номинациите за наградите се определят от специалисти в областта на театъра с мандат от 3 години, избрани от комитета по награждаването. През 2012 г. броят им е 35 души.
Номинациите подлежат на гласуване от около 830 специалисти, представляващи различни организации от сферата на драматичното изкуство. Гласуването се състои няколко седмици преди церемонията по връчването на наградите, но имената на победителите се държат в тайна до награждаването.

## Категории
През годините от съществуването им отличията се присъждат в множество категории, някои от които са променяни нееднократно. От 2011 г. „Тони“ се връчват в 26 категории в областта на актьорската изява, музиката, режисурата, осветлението и хореографията. Редом с тях се присъждат и специални награди за постижения на театрални трупи в САЩ, за специален принос към драматичното изкуство и за доброволчество в тази област.